# مجلس التعاون العربي
مجلس التعاون العربي هو حلف عربي أُسّسَ في العاصمة العراقية بغداد في 16 شباط/فبراير 1989 بعد انتهاء الحرب العراقية الإيرانية (حرب الخليج) ليجمع كلاً من جمهورية العراق والمملكة الأردنية الهاشمية واليمن الشمالي وجمهورية مصر العربية، أُسّسَ هذا الحلف بعد تأسيس مجلس التعاون الخليجي الذي يجمع ست دول عربية مطلة على الخليج العربي عدا العراق، وكان مخططًا لمجلس التعاون العربي أن يقوم بدور ريادي في المنطقة لولا الحروب التي أتت عليها، حيث كانت الرغبة في توثيق عرى التعاون والتكامل الاقتصادي فيما بين أعضائها.
ذكر محمد مهدي صالح في كتابه (درء المجاعة عن العراق) أن الرئيس صدام حسين قال في اجتماع لمجلس الوزراء العراقي إن الملك الحُسين بن طلال، عرَضَ على الرئيس صدام إنشاء حلف يُسمى "الفيلق العربي" فاقترح صدام أن يكون الاسم مجلس التعاون العربي لكي لا يُفهم بأن للتجمع طابعاً حربياً.

## أهداف المجلس

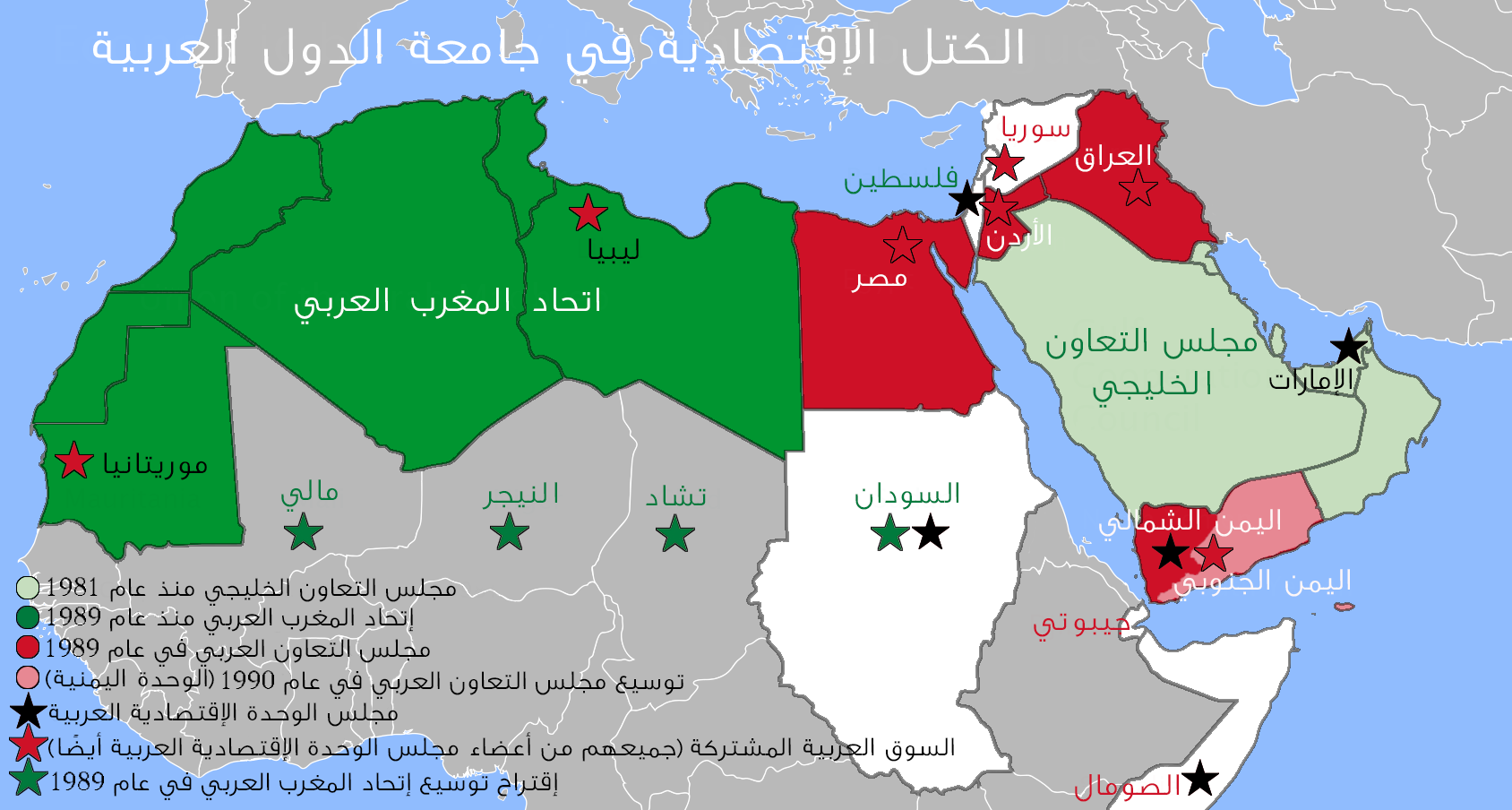
مجلس التعاون العربي باللون الأحمر

هدف مجلس التعاون العربي إلى ما يلي: [بحاجة لمصدر]
- تحقيق أعلى مستويات التنسيق والتعاون والتكامل والتضامن بين الدول الأعضاء.
- تحقيق التكامل الاقتصادي تدريجياً في المجالات الاقتصادية بين الدول الأعضاء.
- تشجيع الاستثمارات والمشاريع المشتركة.
- قيام سوق مشتركة بين الدول الأعضاء وصولاً إلى السوق العربية المشتركة فالوحدة الاقتصادية العربية التي نادى بها حزب البعث العربي الإشتراكي.
- التنسيق العسكري والدفاعي والأمني بين دول الأعضاء.
- توثيق الصلات والروابط والأواصر بين مواطني الدول والأعضاء في جميع المجالات.
- تحقيق العمل العربي المشترك وتطويره بما يوثق الروابط العربية.

## مؤتمرات المجلس
عُقدت للمجلس 4 مؤتمرات، الأول في بغداد في 16 شباط/فبراير سنة 1989، والثاني في الإسكندرية في 15 و16 حزيران/يونيو سنة 1989، والثالث في في صنعاء يوم 25 إلى 29 أيلول/سبتمبر سنة 1989، والرابع الأخير في عمّان يوم 16 شباط/فبراير سنة 1990.
كان لقاء بغداد بين القادة الأربعة العرب الذي تمخض عنه توقيع اتفاقية تأسيس مجلس التعاون العربي في إطار التفاعل والتطوّر الطبيعي للعلاقة بين العراق والأردن ومصر واليمن على طريق التكامل في الميادين كافة وتحديداً في الميدان الاقتصادي كخطوة أولى يعوّل عليها كثيراً باعتبارها المدخل المقبول لديمومة المرحلة الحاضرة، وتعبئة الإمكانات وحشدها سياسياً وعسكرياً وأمنياً وثقافياً وتربوياً واقتصادياً للمرحلة المستقبلية.

## هيئات المجلس
تألف مجلس التعاون العربي من هيئتين: الهيئة العليا؛ وهي مكوّنة من رؤساء وملوك الدول الأعضاء، وتختص برسم السياسات العليا للمجلس، والهيئة الوزارية المؤلفة من رؤساء الوزراء في الدول الأعضاء أو من يقوم مقامهم. وتتولى الأمانة العامة للمجلس مقرها العاصمة الأردنية عمان متابعة تنفيذ قرارات الهيئة العليا، وقرارات الهيئة الوزارية، وإعداد التقارير اللازمة عن عمل المجلس وإعداد مشروع الموازنة، والحسابات الختامية للمجلس.

## حَل المجلس
أبقى المجلس اتفاقية العضوية فيه مفتوحة أمام كل دولة عربية ترغب في ذلك، بعد موافقة الدول الأربعة المؤسسة بالإجماع، واختيرت العاصمة الأردنية عمان لتكون مقراً لأمانة المجلس، لكن غزو العراق للكويت في شهر آب عام 1990 حمل معه الضربة القاصمة لهذا المجلس، وفي ظل تلك الظروف لم يكتب لهذا المجلس الاستمرار.
ورغم عمره القصير إلا أنه تم عقد 17 اجتماعاً رسمياً قمة أو على مستوى وزاري في عام 1989 وحده، بالإضافة إلى عشرات لقاءات العمل، كان هذا المستوى من إضفاء الطابع المؤسسي على نطاق أوسع من معظم التجمعات دون الإقليمية العربية.
أظهرت الصومال وجيبوتي رغبتهما بالانضمام إلى مجلس التعاون العربي لكن طلب منهما الانتظار إلى أن يتم تماسك الحلف،
لم يدم هذا الحلف إلا لبضعة أشهر فقط حيث انفرط بمجرد غزو العراق لجارته الكويت سنة 1990 وانحياز الرئيس المصري محمد حسني مبارك لمصلحة الكويت وقوله ساخراً من المجلس «هذا مجلس التآمر العربي.». [بحاجة لمصدر]

## تقييم التجربة
من خلال المعطيات التي دفعت بإقامة مجلس التعاون العربي كانت في جلها معطيات سياسية، منها ما هو خاص بكل دولة من أعضاء المجلس ومنها ما هو مشترك، وإن كان الإخراج الأساس لهذا المجلس هو الطابع الاقتصادي باعتباره يشكل المعطيات المادية والأربطة الصلبة التي يمكن أن تنطلق منها الأهداف والنشاطات السياسية، غير أن هذه التجربة وعند أول هزة سياسية فعلية انهارت دون أن تتمكن حتى اقتصادياً من نقل ولو جزء مما تم إعداده من قرارات واتفاقات تم التوقيع المشترك عليها إلى أرض الواقع، فقد وضع الاجتياح العراقي للكويت في أغسطس آب 1990 أي بعد حوالي 17 شهراً على قيامه حداً لهذا المجلس، وكان العتب في ذلك أن العراق لم يستشر زملاءه في المجلس في هذه الخطوة الكبيرة التي قام بها والتي تمتد آثارها إلى جميع الدول الأعضاء في المجلس بل تعتبر أكبر كارثة حلت بالوطن العربي بعد احتلال فلسطين العربية عام 1948.
وعملياً فقد وضعت حرب الخليج الثانية حداً لهذا المجلس، وإن كان رسمياً قد تم ذلك في فبراير شباط 1994 حينما أعلنت لجنة الشؤون العربية والخارجية بمجلس الشورى المصري تأييدها لإلغاء اتفاقية تأسيس مجلس التعاون العربي بناءً على القرار الجمهوري بمشروع القانون والذي أحيل إلى مجلس الشعب، وإن كانت المملكة الأردنية الهاشمية قامت بتصفية مجلس التعاون العربي بصفة رسمية في أول يوم من أغسطس آب 1992 بعد تجميد نشاطه قرابة عامين، ولم تعارض أي من الدول الأعضاء تصفية المجلس نهائياً.
وكان مؤسسو هذا المجلس هم زعماء الدول الأربعة على التوالي: الرئيس العراقي صدام حسين والملك الأردني حسين بن طلال والرئيس اليمني علي عبد الله صالح وزعيم منظمة التحرير الفلسطينية ياسر عرفات والرئيس المصري حسني مبارك الذي لم يكن على وفاق تام مع الرئيس العراقي آنذاك بعكس الزعيمين الآخرين، وتجلى هذا في وقوف المملكة الأردنية والجمهورية اليمنية ومنظمة التحرير الفلسطينية في صف العراق أثناء الغزو العراقي للكويت عام 1991 فيما ساهمت مصر في قوات التحالف الدولي لتحرير الكويت، وعلى هذا علق الصحفي المصري محمد حسنين هيكل في كتابه حرب الخليج أوهام القوة والنصر (1992) «إن أربعة من قادة مجلس التعاون العربي جاؤوا من عوالم مختلفة ومتناقضة، مع ذلك تباينت وجهات النظر التي كانت تبدو غير محتملة للشراكة.»

## معرض الصور

علم جمهورية العراق
علم المملكة الأردنية الهاشمية
علم اليمن الشمالي
علم جمهورية مصر العربية